# Nehrīq
Nehrīq (persiska: نهریق, نِهريق, نِهرليق, نيريخ) är en ort i Iran.   Den ligger i provinsen Östazarbaijan, i den nordvästra delen av landet, 500 km nordväst om huvudstaden Teheran. Nehrīq ligger 1 957 meter över havet och antalet invånare är 592.
Terrängen runt Nehrīq är kuperad, och sluttar söderut. Runt Nehrīq är det ganska glesbefolkat, med 27 invånare per kvadratkilometer. Närmaste större samhälle är Masqarān, 5,3 km öster om Nehrīq. Trakten runt Nehrīq består i huvudsak av gräsmarker.